# Fish!
Fish! is een computerspel dat werd ontwikkeld door Magnetic Scrolls en uitgegeven door Rainbird Software. Het spel kwam in 1988 uit voor verschillende homecomputers. Het spel is een tekstadventure. 

## Platforms
| Jaar | Platform                           |
| ---- | ---------------------------------- |
| 1988 | Amiga, Atari ST, Commodore 64, DOS |
| 1989 | Acorn 32-bit, ZX Spectrum          |

## Ontvangst
| Beoordeeld door   | Platform     | Datum        | Score |
| ----------------- | ------------ | ------------ | ----- |
| Power Play        | Amiga        | januari 1989 | 83%   |
| Power Play        | Atari ST     | oktober 1988 | 83%   |
| Power Play        | Commodore 64 | maart 1989   | 80%   |
| Joystick (German) | Atari ST     | januari 1989 | 75%   |

## Prijzen
- Het spel won de Golden Joystick Award als beste 16 bit adventure van het jaar.